# Eulecanium caraganae
Eulecanium caraganae är en insektsart som beskrevs av Borchsenius 1953. Eulecanium caraganae ingår i släktet Eulecanium och familjen skålsköldlöss. Inga underarter finns listade i Catalogue of Life.